# David Castañeda
David Castañeda (Los Angeles, 24 oktober 1989) is een Mexicaans-Amerikaanse film- en televisieacteur.

## Biografie
David Castañeda werd in 1989 geboren in Los Angeles, maar groeide op in de Mexicaanse staats Sinaloa. Hij studeerde civiele techniek aan de universiteit met als doel de familiezaak over te nemen. Gaandeweg ontwikkelde hij een interesse in filmregie, waarna hij besloot om filmstudies te volgen aan de California State University - Fullerton. Na zijn studies ging hij aan de slag als acteur.

## Carrière
Castañeda begon eind jaren 2000 met acteren in film- en televisieproducties. Zo had hij kleine bijrollen in films als End of Watch (2012) en Sicario: Day of the Soldado (2018). Van 2014 tot 2015 speelde hij ook mee in drie afleveringen van de serie Jane the Virgin. 
Sinds 2019 vertolkt Castañeda een van de hoofdrollen in de Netflix-superheldenserie The Umbrella Academy als Diego Hargreeves (Number Two), gebaseerd op de gelijknamige stripreeks.

## Filmografie

### Film
- Drive-By Chronicles: Sidewayz (2009)
- End of Watch (2012)
- Freaks of Nature (2015)
- Love Sanchez (2016)
- The Ascent (2017)
- Sicario: Day of the Soldado (2018)
- El Chicano (2018)
- We Die Young (2019)
- Standing up, Falling Down (2019)
- Ballerina (2025)

### Televisie (selectie)
- Lie to Me (2009)
- Southland (2012)
- Switched at Birth (2014)
- Jane the Virgin (2014–2015)
- Blindspot (2016)
- The Umbrella Academy (2019–2024)